# Frederick Thomas Green
Friedrick Thomas Green (Montréal, 4 aprile 1829 – Heigamkab, 5 maggio 1876) è stato un esploratore canadese.

## Biografia
Frederick Thomas Green nacque a Montréal, in Québec, da William John Green e Margaret Gray (figlia di John Gray, fondatore della Banca di Montréal). Il padre, noto anche come William Goodall Green, lavorava nel dipartimento del commissariato dell'esercito britannico finché fu trasferito ad Halifax, in Nuova Scozia negli anni 1840, dove la moglie morì. Nel 1846 il padre si trasferì con i figli più piccoli nella Colonia del Capo, prendendo servizio a Grahamstown. Frederick Green sposò Betsey Kaipukire ua Kandendu, dalla quale ebbe una figlia, Ada Maria Green (1864–1926). Successivamente sposò Kate Stewardson con cui ebbe sette figli, quattro dei quali morirono durante l'infanzia, ad eccezione di Mary Elizabeth (1865–1952), Frederick Vincent (1868–1949) e Alice Isabella Green (1871–1945). Morì a Heigamkab nel Damaraland, il 5 maggio 1876. Frederick Thomas Green è il bisnonno del politico, accademico e autore Mburumba Kerina (Kerina Otjiherero).

### Lago Ngami
Il fratello maggiore di Friedrick, Henry Green, si trovava a Bloemfontein, nella sovranità di Orange River nel dipartimento del commissariato, e in seguito successe al Maggiore Warden come residente britannico fino a quando la sovranità non fu abbandonata nel 1854. Anche Friedrick e Charles Green erano a Bloemfontein in quel momento, ma partirono per una spedizione a Shoshong quando Charles aveva 24 anni e Friedrick 21. Durante il viaggio furono ospiti di David Livingstone nella missione di Kolobeng, il 30 luglio 1850.
Nel 1851 i fratelli Green intrapresero un altro viaggio presso il lago Ngami, questa volta accompagnati dagli ufficiali dell'esercito Edward Shelley e Gervase Bushe. Bushe e Shelley avevano visitato il Bechuanaland l'anno precedente, ma finirono per smarrirsi ed essere arrestati dalle autorità del Transvaal. Nel viaggio del 1851 ebbero più successo. Incontrarono David Livingstone e William Oswell sul fiume Botletle l'11 settembre 1851.
All'inizio di marzo 1852 Friedrick tornò nella sovranità di Orange River, divenuta la base delle spedizioni annuali dei fratelli Green. Nel viaggio del 1852 al Lago Ngami Charles e Friedrick visitarono Setshele I, il capo della Bakwena a Kolobeng, e portarono con sé cinquanta capi di bestiame per assicurarsi il viaggio di ritorno, siccome stavano progettando di viaggiare in un paese infestato dalla mosca tsetse. Durante il viaggio viaggio si imbatterono in Samuel Edwards (figlio di un missionario), J.H. Wilson (genero di Setshele) e Donald Campbell, con cui esplorarono la sponda settentrionale del lago Ngami. La comitiva si spinse fino a quasi 200 chilometri a ovest del lago.
Al loro ritorno a Kolobeng scoprirono che i boeri avevano fatto irruzione in Kolobeng e avevano lasciato il bestiame che avevano lasciato con Setshele e avevano portato in schiavitù circa 200 donne e quasi 1000 bambini. Anche Livingstone tornò a scoprire che la sua casa era stata saccheggiata dai predoni boeri. Charles e Frederick Green tornarono a Bloemfontein nel gennaio 1853 accompagnati da Edwards (che fungeva da interprete di Setchele) per presentare una denuncia alle autorità britanniche (nella persona del loro fratello Henry Green, il residente britannico). Dopo aver deciso che un viaggio a Città del Capo non avrebbe ottenuto molto, Charles Green aveva in mano una collezione per Setshele e apparentemente lo aveva riportato a casa, anche se alcune fonti dicono che Setchele in realtà arrivò fino a Città del Capo prima di tornare. Henry Green fu avvertito in una lettera di Sir George Cathcart, governatore della Colonia del Capo, di non ascoltare i suoi fratelli e sposare la causa di Setshele.
Frederick Green, allora 23enne, rimase a Bloemfontein con Andrew Hudson Bain, un contadino scozzese che aveva cacciato all'interno da giovane. Frederick ha trascorso la maggior parte del tempo giocando a biliardo e a caccia con ufficiali dell'esercito. Qualche volta nell'inverno del 1853 Frederick Green tornò nell'area del Lago Ngami, viaggiando lontano verso est, e poi nel 1854 viaggiò a ovest attraverso il Damaraland fino a Walvis Bay, da dove andò a Città del Capo, presumibilmente via mare. Allo stesso tempo, la sovranità di Orange River si concluse con la Convenzione di Bloemfontein del 23 febbraio 1854, e in marzo la guarnigione britannica e l'establishment civile se ne andarono, e lo Stato Libero dell'Orange prese vita. Sembra probabile che Frederick Green pensasse che, vista la situazione politica mutata, le prospettive di commercio nell'est fossero scarse, e così volse il suo interesse verso ovest.
A Città del Capo Frederick Green incontrò lo svedese Carl Johan Anderson e iniziò una collaborazione con lui, il quale finanziò il suo successivo viaggio sul Lago Ngami.